# Teresa Salvador i Salvador
Teresa Salvador i Salvador (Barcelona, 14 de desembre de 1924 - Pamplona, 21 de gener de 2014) va ser una religiosa i activista social catalana que va dedicar tota la seva vida a la lluita per la millora de les condicions de vida al barri de Verdum.
Era membre de la Germandat Apostòlica del Cor de Jesús, des dels anys 1950 va desenvolupar una intensa activitat social al barri del Verdum des de l'associació de veïns i com a membre del consell escolar del col·legi Luz Casanova. Va fundar el club de bàsquet del barri, motiu pel qual la Federació Catalana de Basquetbol li atorgà la medalla d'argent.
Com a membre de l'Associació de Veïns de Verdum durant les lluites veïnals de la dècada de 1970 va intervenir en nombroses campanyes adreçades a millorar l'habitatge, els serveis públics, els equipaments i la qualitat general de l'entorn urbà del barri. Gràcies a les mobilitzacions en què participà s'assoliren projectes com el cobriment de la ronda de Dalt, la remodelació del polígon dels Habitatges del Governador —projecte de reforma iniciat el 1992 i que ha suposat la construcció de més de 600 habitatges—, la potenciació i diversificació del transport públic, la col·locació de semàfors o la instal·lació d'equipaments per a la gent gran i els nens en situacions de risc. Una de les fites més rellevants va estar la construcció d'una residència i centre de dia per a gent gran al solar del cinema Cristal.
També va dur a terme una labor molt destacada de promoció de l'esport impulsant l'obertura del pati del col·legi Luz Casanova a tots els nens i nenes del barri, va participar en la dinamització del bàsquet a l'escola i va col·laborar activament en totes les gestions adreçades a aconseguir una pista de bàsquet i vestidos adequats a les necessitats de la zona. La Generalitat de Catalunya va reconèixer la seva tasca en favor de l'esport popular amb la creació del Torneig de Bàsquet Teresa Salvador, que es continua jugant al pati de l'actual Escola Pia Luz Casanova, pati que la Germana Teresa tantes hores va vigilar. El 2007 va rebre la Medalla d'Honor de Barcelona.